# Wyndham Championship
Wyndham Championship är en professionell golftävling på den amerikanska PGA Touren. Tävlingen har spelats i Greensboro sedan tävlingens inrättande 1938, då under namnet "Greater Greensboro Open".
Tävlingen spelades förr under våren, vanligen april eller maj, för att spelas under hösten från och med 2003. När Sam Snead vann tävlingen för åttonde gången 1965, så var han 52 år, 10 månader och 8 dagar gammal. Detta gör honom till den äldsta vinnaren i PGA Tourens historia. Han satte ett ytterligare rekord 1965 som fortfarande står sig; hans vinst 1965 var den åttonde i samma tävling, ingen spelare har vunnit en och samma tävling nio gånger. Vinsten här skulle bli Sneads 82:a på touren, och således hans sista.
År 2007 bytte tävlingen namn till Wyndham Championship då Wyndham Hotels & Resorts tog över titelsponsringen från DaimlerChrysler. Tävlingen är den sista som spelas innan FedEx Cup slutspelen, vilket gör den till spelarnas sista chans att kvalificera sig in på top-125 rankingen och säkra sina spelrättigheter för kommande PGA Toursäsong. 
När Henrik Stenson vann tävlingen 2017 satte han nytt mästerskapsrekord genom att vinna på 258 slag (-22 under par).

## Golfbanor
Tävlingen har spelats runt om Greensboro under hela sin historia. Under de första fyra upplagorna spelades tävlingen på Sedgefield Country Club och Starmount Forest Country Club. Sedan 2008 är tävlingens spelplats åter Sedgefield Country Club.
| År                               | Golfbana                 |
| -------------------------------- | ------------------------ |
| 1942,45,47,49,51,52,54-56, 58-60 | Starmount Forest CC      |
| 1977-2007                        | Forest Oaks Country Club |
| 1946,48,50, 53, 57, 61-76, 2008- | Sedgefield CC            |

## Vinnare
| År                                                | Spelare              | Resultat             | Mot par              | Segermarginal        | Runner(s)-up                                                     |
| Wyndham Championship                              | Wyndham Championship | Wyndham Championship | Wyndham Championship | Wyndham Championship | Wyndham Championship                                             |
| ------------------------------------------------- | -------------------- | -------------------- | -------------------- | -------------------- | ---------------------------------------------------------------- |
| 2017                                              | Henrik Stenson       | 258                  | −22                  | 1 slag               | Ollie Schniederjans                                              |
| 2016                                              | Kim Si-woo           | 259                  | −21                  | 5 slag               | Luke Donald                                                      |
| 2015                                              | Davis Love III (3)   | 263                  | −17                  | 1 slag               | Jason Gore                                                       |
| 2014                                              | Camilo Villegas      | 263                  | −17                  | 1 slag               | Bill Haas, Fredrik Jacobson                                      |
| 2013                                              | Patrick Reed         | 266                  | −14                  | Särspel              | Jordan Spieth                                                    |
| 2012                                              | Sergio García        | 262                  | −18                  | 2 slag               | Tim Clark                                                        |
| 2011                                              | Webb Simpson         | 262                  | −18                  | 3 slag               | George McNeill                                                   |
| 2010                                              | Arjun Atwal          | 260                  | −20                  | 1 slag               | David Toms                                                       |
| 2009                                              | Ryan Moore           | 264                  | −16                  | Särspel              | Jason Bohn, Kevin Stadler                                        |
| 2008                                              | Carl Pettersson      | 259                  | −21                  | 2 slag               | Scott McCarron                                                   |
| 2007                                              | Brandt Snedeker      | 266                  | −22                  | 2 slag               | Billy Mayfair, Jeff Overton, Tim Petrovic                        |
| Chrysler Classic of Greensboro                    |                      |                      |                      |                      |                                                                  |
| 2006                                              | Davis Love III (2)   | 272                  | −16                  | 2 slag               | Jason Bohn                                                       |
| 2005                                              | K. J. Choi           | 266                  | −22                  | 2 slag               | Shigeki Maruyama                                                 |
| 2004                                              | Brent Geiberger      | 270                  | −18                  | 2 slag               | Michael Allen                                                    |
| 2003                                              | Shigeki Maruyama     | 266                  | −22                  | 5 slag               | Brad Faxon                                                       |
| Greater Greensboro Chrysler Classic               |                      |                      |                      |                      |                                                                  |
| 2002                                              | Rocco Mediate (2)    | 272                  | −16                  | 3 slag               | Mark Calcavecchia                                                |
| 2001                                              | Scott Hoch           | 272                  | −16                  | 1 slag               | Brett Quigley, Scott Simpson                                     |
| 2000                                              | Hal Sutton           | 274                  | −14                  | 3 slag               | Andrew Magee                                                     |
| 1999                                              | Jesper Parnevik      | 265                  | −23                  | 2 slag               | Jim Furyk                                                        |
| 1998                                              | Trevor Dodds         | 276                  | −12                  | Särspel              | Scott Verplank                                                   |
| 1997                                              | Frank Nobilo         | 274                  | −14                  | Särspel              | Brad Faxon                                                       |
| 1996                                              | Mark O'Meara         | 274                  | −14                  | 2 slag               | Duffy Waldorf                                                    |
| KMart Greater Greensboro Open                     |                      |                      |                      |                      |                                                                  |
| 1995                                              | Jim Gallagher, Jr.   | 274                  | −14                  | 1 slag               | Peter Jacobsen, Jeff Sluman                                      |
| 1994                                              | Mike Springer        | 275                  | −13                  | 3 slag               | Brad Bryant, Ed Humenik, Hale Irwin                              |
| 1993                                              | Rocco Mediate        | 281                  | −7                   | Särspel              | Steve Elkington                                                  |
| 1992                                              | Davis Love III       | 272                  | −16                  | 6 slag               | John Cook                                                        |
| 1991                                              | Mark Brooks          | 275                  | −13                  | Särspel              | Gene Sauers                                                      |
| 1990                                              | Steve Elkington      | 282                  | −6                   | 2 slag               | Mike Reid, Jeff Sluman                                           |
| 1989                                              | Ken Green            | 277                  | −11                  | 2 slag               | John Huston                                                      |
| 1988                                              | Sandy Lyle (2)       | 271                  | −17                  | Särspel              | Ken Green                                                        |
| Greater Greensboro Open                           |                      |                      |                      |                      |                                                                  |
| 1987                                              | Scott Simpson        | 282                  | −6                   | 2 slag               | Clarence Rose                                                    |
| 1986                                              | Sandy Lyle           | 275                  | −13                  | 2 slag               | Andy Bean                                                        |
| 1985                                              | Joey Sindelar        | 285                  | −3                   | 1 slag               | Isao Aoki, Craig Stadler                                         |
| 1984                                              | Andy Bean            | 280                  | −8                   | 2 slag               | George Archer                                                    |
| 1983                                              | Lanny Wadkins        | 275                  | −13                  | 5 slag               | Craig Stadler, Denis Watson                                      |
| 1982                                              | Danny Edwards (2)    | 285                  | −3                   | 1 slag               | Bobby Clampett                                                   |
| 1981                                              | Larry Nelson         | 281                  | −7                   | Särspel              | Mark Hayes                                                       |
| 1980                                              | Craig Stadler        | 275                  | −13                  | 6 slag               | George Burns, Billy Kratzert, Jack Newton Jerry Pate             |
| 1979                                              | Raymond Floyd        | 282                  | −6                   | 1 slag               | George Burns, Gary Player                                        |
| 1978                                              | Seve Ballesteros     | 282                  | −6                   | 1 slag               | Jack Renner, Fuzzy Zoeller                                       |
| 1977                                              | Danny Edwards        | 276                  | −12                  | 4 slag               | George Burns, Larry Nelson                                       |
| 1976                                              | Al Geiberger         | 268                  | −16                  | 2 slag               | Lee Trevino                                                      |
| 1975                                              | Tom Weiskopf         | 275                  | −9                   | 3 slag               | Al Geiberger                                                     |
| 1974                                              | Bob Charles          | 270                  | −14                  | 1 slag               | Raymond Floyd, Lee Trevino                                       |
| 1973                                              | Chi-Chi Rodríguez    | 267                  | −17                  | 1 slag               | Lou Graham, Ken Still                                            |
| 1972                                              | George Archer (2)    | 272                  | −12                  | Särspel              | Tommy Aaron                                                      |
| 1971                                              | Buddy Allin          | 275                  | −9                   | Särspel              | Dave Eichelberger, Rod Funseth                                   |
| 1970                                              | Gary Player          | 271                  | −13                  | 2 slag               | Miller Barber                                                    |
| 1969                                              | Gene Littler         | 274                  | −10                  | Särspel              | Julius Boros, Orville Moody, Tom Weiskopf                        |
| 1968                                              | Billy Casper (2)     | 267                  | −17                  | 4 slag               | George Archer, Gene Littler, Bobby Nichols                       |
| 1967                                              | George Archer        | 267                  | −17                  | 2 slag               | Doug Sanders                                                     |
| 1966                                              | Doug Sanders (2)     | 276                  | −8                   | Särspel              | Tom Weiskopf                                                     |
| 1965                                              | Sam Snead (8)        | 273                  | −11                  | 5 slag               | Billy Casper, Jack McGowan, Phil Rodgers                         |
| 1964                                              | Julius Boros         | 277                  | −7                   | Särspel              | Doug Sanders                                                     |
| 1963                                              | Doug Sanders         | 270                  | −14                  | 4 slag               | Jimmy Clark                                                      |
| 1962                                              | Billy Casper         | 275                  | −9                   | 1 slag               | Mike Souchak                                                     |
| 1961                                              | Mike Souchak         | 276                  | −8                   | 7 slag               | Sam Snead                                                        |
| 1960                                              | Sam Snead (7)        | 270                  | −14                  | 2 slag               | Dow Finsterwald                                                  |
| 1959                                              | Dow Finsterwald      | 278                  | −6                   | 2 slag               | Art Wall, Jr.                                                    |
| 1958                                              | Bob Goalby           | 275                  | −9                   | 2 slag               | Dow Finsterwald, Don January Tony Lema, Sam Snead, Art Wall, Jr. |
| 1957                                              | Stan Leonard         | 276                  | −4                   | 3 slag               | Mike Souchak                                                     |
| 1956                                              | Sam Snead (6)        | 279                  | −5                   | Särspel              | Fred Wampler                                                     |
| 1955                                              | Sam Snead (5)        | 273                  | −7                   | 1 slag               | Julius Boros, Art Wall, Jr.                                      |
| 1954                                              | Doug Ford            | 283                  | −1                   | Särspel              | Marty Furgol                                                     |
| 1953                                              | Earl Stewart         | 275                  | −5                   | Särspel              | Sam Snead                                                        |
| 1952                                              | Dave Douglas         | 277                  | −7                   | 1 slag               | Bobby Locke                                                      |
| 1951                                              | Art Doering          | 279                  | −5                   | 5 slag               | Jim Ferrier                                                      |
| 1950                                              | Sam Snead (4)        | 269                  | −11                  | 10 slag              | Jimmy Demaret                                                    |
| 1949                                              | Sam Snead (3)        | 276                  | −8                   | Särspel              | Lloyd Mangrum                                                    |
| 1948                                              | Lloyd Mangrum        | 278                  | −2                   | 1 slag               | Lew Worsham                                                      |
| 1947                                              | Vic Ghezzi           | 286                  | +2                   | 2 slag               | Frank Stranahan                                                  |
| 1946                                              | Sam Snead (2)        | 270                  | −10                  | 6 slag               | Herman Keiser                                                    |
| 1945                                              | Byron Nelson (2)     | 271                  | −13                  | 8 slag               | Sammy Byrd                                                       |
| 1943–44: Ingen tävling p.g.a. andra världskriget. |                      |                      |                      |                      |                                                                  |
| 1942                                              | Sammy Byrd           | 279                  | −5                   | 2 slag               | Ben Hogan, Lloyd Mangrum                                         |
| 1941                                              | Byron Nelson         | 276                  | −6                   | 2 slag               | Vic Ghezzi                                                       |
| 1940                                              | Ben Hogan            | 270                  | −12                  | 9 slag               | Craig Wood                                                       |
| 1939                                              | Ralph Guldahl        | 280                  | −2                   | 3 slag               | Clayton Heafner, Lawson Little                                   |
| 1938                                              | Sam Snead            | 271                  | −11                  | 5 slag               | Johnny Revolta                                                   |

## Flerfaldiga vinnare
Nio spelare har vunnit tävlingen mer än en gång i och med 2017.
- 8 vinster
  - Sam Snead: 1938, 1946, 1949, 1950, 1955, 1956, 1960, 1965
- 3 vinster
  - Davis Love III: 1992, 2006, 2015
- 2 vinster
  - Byron Nelson: 1941, 1945
  - Doug Sanders: 1963, 1966
  - Billy Casper: 1962, 1968
  - George Archer: 1967, 1972
  - Danny Edwards: 1977, 1982
  - Sandy Lyle: 1986, 1988
  - Rocco Mediate: 1993, 2002